# Počáteční vzdělávání
Počátečním vzděláváním je veškeré vzdělání, kterého jedinec dosáhne před prvním vstupem na trh práce nebo přesunem mezi ekonomicky neaktivní obyvatele. Spadá do  koncepčního pojmu celoživotního vzdělávání jako první z jejich dvou částí MŠMT. Do počátečního vzdělávání patří prvních šest stupňů mezinárodní standardní klasifikace vzdělávání, viz níže.

## Součást celoživotního vzdělávání
Moderní pohled na koncept vzdělávání je, že se vnímá jako nepřetržitý tok, tudíž neustálou připravenost občana nastoupit ke studiu. Tak vznikl koncept celoživotního vzdělávání, kdy má občan právo v jakémkoli věku opět nastoupit ke studiu. Protože však potřebujeme rozlišit mezi studiem dítěte a ekonomicky aktivního jedince, dělí se tento pojem na počáteční vzdělávání a další vzdělávání. Předělem těchto dvou pojmů je pak moment, kdy se osoba dostává na trh práce nebo se přesune mezi ekonomicky neaktivní obyvatele. Do počátečního vzdělávání tedy patří nejen doba povinné školní docházky, ale i doba soustavné přípravy na budoucí povolání. Soustavnou přípravou na budoucí povolání rozumíme studium střední školy, vyšší odborné školy, konzervatoře a jazykové školy s maturitní zkouškou.

## Cíl počátečního vzdělávání
Cílem počátečního vzdělávání je zejména vybavit žáka tak, aby byl schopen a měl zájem pokračovat v dalším vzdělávání. Žák, který absolvuje počáteční vzdělávání by měl oplývat funkční gramotností a dále takovými dovednostmi, které jsou nezbytné pro vedení osobního života či vykonávání práce. Počáteční vzdělávání probíhá zejména v mladém věku, je možné jej ukončit po absolvování povinné školní docházky, kdy žák vstoupí na pracovní trh, nebo se stane ekonomicky neaktivním.

## Rovný přístup
V České republice se často vzdělání dětí odvíjí od úrovně vzdělání a sociálního statusu rodičů. Jedná se o problém, kdy jsou tímto způsobem opomínány talenty a nedochází k jejich rozvoji. Stěžejním problémem jsou přijímací zkoušky na střední školy, kdy je zapotřebí, aby dítěti byly předávány znalosti, s tím však souvisí domácí příprava. Tudíž jsou na střední školy přijímány zejména děti, které disponují kulturním zázemím a děti, které mohou být talentovány, ale nepochází ze vzdělanostně vybavených rodin, jsou opomíjeny. Jedním z možných řešení by tedy dle Ministerstva školství, mládeže a tělovýchovy bylo rozšíření nabídky vzdělávacích příležitostí na základě rozmanitosti a dostupnosti, které by motivovaly celou populace ke vzdělávání.

## Stupně počátečního vzdělávání
Do počátečního vzdělávání se zahrnuje základní, střední a terciární vzdělávání. 
- základní vzdělávání - obsahuje dobu povinné školní docházky, tudíž základní škola
- střední vzdělávání - všeobecný či odborný charakter, ukončeno maturitní zkouškou, jako například průmyslovka či obchodní akademie
- terciární vzdělávání - vzdělání následující maturitní zkoušku, odborné vzdělání poskytováno vyššími školami i některými vyššími konzervatořemi.[1]

V měřítku ISCED, neboli mezinárodní standardní klasifikace vzdělávání, se jedná o prvních šest stupňů. 
1. stupeň - 1. stupeň základní školy
2. stupeň - 2. stupeň základní školy, první čtyři roky osmiletých škol
3. stupeň - školy s maturitou nebo výučním listem
4. stupeň - pomaturitní studium, různé jazykové školy
5. stupeň - poslední ročníky konzervatoře
6. stupeň - bakalářská studia a vyšší odborné školy [2]

## Koncepce
V 60. a 70. letech 20. století byly definovány koncepty celoživotního vzdělávání, které formulovaly organizace jako Rada Evropy, UNESCO a OECD. Tyto koncepty měly za cíl sociální a kulturní rozvoj společnosti pomocí rovného přístupu ke vzdělání bez jakékoliv diskriminace. Rada Evropy kladla důraz především na podporu rovnosti příležitostí v rámci vzdělávání. UNESCO se zaměřila na cíl zvýšení úrovně v zemích s různými úrovněmi sociálního a ekonomického rozvoj. OECD se zaměřila právě na počáteční vzdělávání, kdy se snažila nastavit jeho efektivitu.
OECD, 1973: „Periodické vzdělávání je komplexní vzdělávací strategie pro veškeré vzdělávání navazující na povinné, resp. základní vzdělávání, přičemž jeho základním rysem je rozložení vzdělávání do celého času života jednotlivce periodickým způsobem, tj. tak, že se střídá s jinými formami aktivního života, především s prací, ale též s volným časem a důchodem“.
Koncept fungující v současné době je z 90. let. Je více zaměřen na neformální vzdělávání a praxi, distancuje se od školských institucí.